# Clément (patronyme)
Pour les articles homonymes, voir Clément.
Cette page présente le nom de famille Clément ainsi que ses variantes.
Clément est un patronyme d'origine française.

## Origine
Le patronyme Clément vient du prénom Clément.

## Popularité
Le patronyme Clément est très répandu en France, il s'agit du 43e patronyme le plus porté. Il notamment porté par plus de 50 000 personnes en France.

## Personnalités portant ce patronyme
Clément est un nom de famille notamment porté par :
- Adolphe Clément (1855-1928), ingénieur et industriel français ;
- Alain Clément (1941-), peintre français ;
- Albertine Clément-Hémery (1778-1855), écrivaine et journaliste française ;
- Alphonse Clément-Desormes (1817-1879), ingénieur et entrepreneur français ;
- Andrée Clément (1918-1954), actrice française ;
- Anne Clément (1940-), comédienne et dramaturge française ;
- Arnaud Clément (1977-), joueur de tennis français ;
- Athénaïs Clément (1935-), enseignante fribourgeoise engagée dans l'aide sociale ;
- Aurore Clément (1945-), actrice française ;
- Béatrice Clément (1905-2001), autrice canadienne de littérature pour la jeunesse, enseignante et scénariste de bande dessinée ;
- Catherine Clément (1939-), philosophe et essayiste française ;
- Charles Clément  ;
- Charles-François Clément (c.1720-1789), compositeur français ;
- Charles-Julien Clément (1868-?), graveur français ;
- Charles-Louis Clément (1768-1857), homme politique français ;
- Christophe Clément (1965-2025), entraîneur français de chevaux de course ;
- Claude Clément  ;
- Clay Clement (1888-1956), acteur américain ;
- Corey Clement (1994-), joueur américain de football américain ;
- Daniel Louis Clément (1820-1877), relieur et écrivain danois ;
- Edgar Clement (1967-), auteur de bande dessinée mexicain ;
- Émile Clément (1826-1881), personnalité de la Commune de Paris ;
- Étienne Clément (1798-1862), homme politique français ;
- Étienne Clément (1843-1907), médecin français ;
- Eugène Clément (1824-1905), photographe et parolier français ;
- Félix Clément  ;
- François Clément  ;
- Frédéric Clément (1949-), écrivain et illustrateur français ;
- Gabriel Clément (1912-1978), joueur français de rugby à XV et à XIII ;
- Gabriel-Joseph Clément (1766-1812), général de brigade du Premier Empire ;
- Gad Frederik Clement (1867-1933), peintre danois ;
- Georges Clément  ;
- Gilles Clément (1943-), jardinier et paysagiste français ;
- Henri Clément (1737-?), homme politique français ;
- Henri Ier Clément (1170-1214), maréchal de France ;
- Henri II Clément (?-1265),  maréchal de France ;
- Hubert Clément (1889-1953), journaliste et homme politique luxembourgeois ;
- Hubert Clément (1915-2012), militaire français ;
- Hugo Clément (1989-), journaliste français ;
- Inge Clement (1977-), judokate belge ;
- Jack Clement (1931-2013), chanteur, auteur-compositeur et producteur américain ;
- Jacques Clément (1510/1515-1556), compositeur de l'école franco-flamande ;
- Jacques Clément (c.1567-1589), dominicain français, assassin d'Henri III ;
- Jacques-Valère Clément (1763-1839), général français au XIXe siècle ;
- Jean Clément  ;
- Jean III Clément (?-1260/1262), maréchal de France ;
- Jean Baptiste Clément (1836-1903), poète et communard, auteur de la chanson Le Temps des cerises (1866) ;
- Jean Étienne Clément-Lacoste (1773-1814), général de brigade français ;
- Jean-Marie-Bernard Clément (1742-1812), écrivain français, adversaire de Voltaire ;
- Jean-Michel Clément (1954-), avocat et homme politique français ;
- Jeff Clement (1983-), joueur de baseball américain ;
- Jérémy Clément (1984-), footballeur français ;
- Jérôme Clément (1945-), haut fonctionnaire et homme de télévision français ;
- Julien Clément  ;
- Júlio Baptista (1981-), joueur de football brésilien ;
- Krass Clement (1917-), photographe danois ;
- Louise Clément-Carpeaux (1872-1961), sculptrice, peintre et écrivaine française ;
- Madeleine Clément (1899-1982), résistante, Juste parmi les nations ;
- Magali Clément (1947-2008), actrice et réalisatrice française ;
- Marcel Clément (1921-2005), éditeur ;
- Marie-Christine Clément, écrivaine et restauratrice-hôtelière ;
- Mathilde Clément (1997-), samboïste française ;
- Max Clément  ;
- Mélanie Clément (1992-), judokate française ;
- Nicolas Clément  ;
- Nicole Clément (1946-), compositrice et pédagogue française ;
- Noël Clément-Janin (1862-1947), historien d'art français, fils de Michel-Hilaire Clément-Janin ;
- Opah Clement (2001-), footballeuse tanzanienne ;
- Pascal Clément (1945-2020), homme politique français ;
- Patrick Clément (1950-), dessinateur français de bande dessinée ;
- Pauline Clément (1986-), actrice française ;
- Pierre-Alain Clément (1951-2023), personnalité politique suisse ;
- René Clément (1913-1996), cinéaste français ;
- Robert Clément (?-1489), religieux de l'ordre de saint Augustin, docteur en théologie ;
- Stéphane Clément (1987-), joueur français de rugby à XV ;
- Sven Clement (1989-), homme politique luxembourgeois ;
- Thérèse Clément (1889-1984), peintre française ;
- Tupsy Clement (1871-1959), peintre norvégien ;
- Vicky Clement-Jones (1948-1987), médecin britannique ;

patronyme composé
- Clément-Bollée .

## Personnalités portant ce patronyme comme pseudonyme
Clément est un pseudonyme notamment porté par :
- Coralie Clément .